# إقليم أمازوناس
إقليم أمازوناس (بالإنجليزية: Amazonas Region)‏  هو أقاليم البيرو، يتبع بيرو، عاصمته شاشابوياس.

## الموقع
يشترك في الحدود مع:
- إقليم لوريتو
- إقليم لا ليبرتاد
- إقليم سان مارتين
- إقليم كاخاماركا.

## التقسيمات الإدارية
- Bagua province [الإنجليزية]‏
- Bongará province [الإنجليزية]‏
- مقاطعة تشاشابوياس [الإنجليزية]‏
- Condorcanqui province [الإنجليزية]‏
- Luya province [الإنجليزية]‏
- Rodríguez de Mendoza province [الإنجليزية]‏
- Utcubamba province [الإنجليزية]‏.

## أعلام
- فيكتور آيلا